# Литовский сквер
Литовский сквер — сквер в Шевченковском районе Киева. Расположен по адресу: Владимирский проезд, 1, возле Софийской площади Посвящён 25-летию дипломатических отношений между Украиной и Литвой. Открыт 12 декабря 2016 года; реконструирован в 2020—21 гг.. Площадь сквера — 0,08 га.

## Церемония открытия
12 ноября 2016 г. решением Киевского городского совета сквер в Шевченковском районе по адресу: Владимирский проезд, 1 получил название Литовский.
12 декабря 2016 г. в центре Киева при участии президента Литвы Дали Грибаускайте состоялось открытие Литовского сквера. Сквер был открыт в честь 25-летия дипломатических отношений между Украиной и Литвой (см. Литовско-украинские отношения). В мероприятии также приняли участие вице-премьер-министр по вопросам европейской и евроатлантической интеграции Украины Иванна Климпуш-Цинцадзе и представители Киевской городской государственной администрации (КГГА).
Президент Литвы во время открытия сказала: 

 «Литовский сквер является символом нашей дружбы.»
 Климпуш-Цинцадзе отметила: 

 "Литва была первой постсоветской страной, которая установила дипломатические отношения с Украиной. Мы очень ценим нашу общую историю. Нас объединяет не только общая история, но и наше невероятное и непреодолимое стремление быть свободными и независимыми. Это те устои, которые сочетают наши два народа… У литовцев есть такой национальный девиз: «Сила нации — в единстве».

## Реконструкция

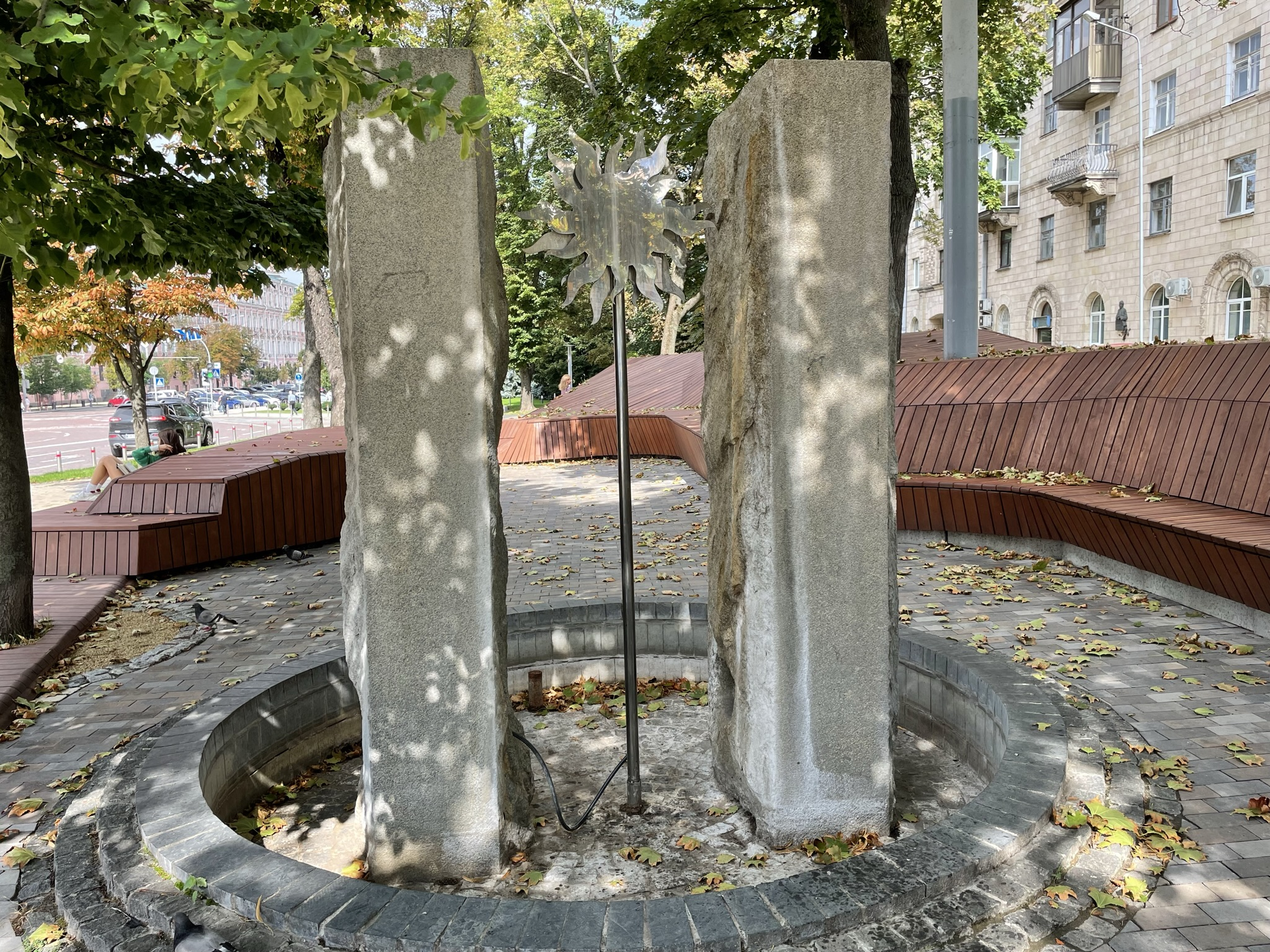
Фонтан после реконструкции

31 июля 2020 года Коммунальное объединение «Киевзеленстрой» сообщило о начале капитального ремонта Литовского сквера.
Во время работы над проектом было решено создать уютное пространство для отдыха, где можно насладиться атмосферой города. Поэтому центральным элементом станет деревянная скамья-терраса с подсветкой. На её создание авторов проекта вдохновили литовские дюны на побережье Балтийского моря и янтарь. В ходе реконструкции планируется обустроить скамейку-террасу с подсветкой, отремонтировать брусчатку, восстановить работу существующего фонтана, а также отремонтировать подпорные стенки сквера, устроить новые газоны и высадить деревья, установить оградительные столбики, чтобы автомобили не заезжали на пешеходную зону. Работы планировалось завершить в сентябре 2020 года.
В мае 2021 был отремонтирован фонтан, находящийся в центре сквера. Долгое время он не функционировал, часть элементов отсутствовала, некоторые повреждены.
23 августа 2021 года мэр Киева Виталий Кличко совместно с официальными представителями Литовской Республики открыл сквер после капитального ремонта. Так, в частности, в открытии сквера приняли участие заместитель председателя Сейма Литовской Республики Йонас Ярутис, депутат Сейма Литовской Республики Эмануэлис Зингерис, министр обороны Литовской Республики Арвидас Анушаускас, Чрезвычайный и Полномочный Посол Литовской Республики в Украине Вальдемарас Сарапинас.